# Земляника
Земляни́ка (лат. Fragária) — род многолетних травянистых растений семейства Розовые (Rosaceae).
Включает в себя как дикорастущие виды (земляника лесная, земляника равнинная, земляника восточная, клубника луговая, земляника мускусная и др.), так и гибридогенный вид, не существующий в дикой форме (земляника садовая или ананасная, часто в обиходе называемая клубникой). Имеются также виды, которые существуют в дикой и культурных формах (например, земляника мускатная, земляника лесная).

## Название
Русское название «Земляника» происходит от старорусского слова «Земляница», а назвали её так, потому что плоды её висят близко к земле. Ботаническое описание растения дал священник, врач, смотритель ботанического сада в Цвайбрюкене Иероним Бок (Трагус) в 1553 году. Он описал два растения и назвал их Fragaria rubra и Fragaria candida от латинского «fragaris» (благоухающий).

### В других языках
В немецком и польском название также указывает на близость к земле (нем. Erdbeere, пол. poziomka). Современное английское «strawberry» происходит от англосаксонского «streawberige» или «streowberie». Одно из толкований связывает это название со стеблями растения, подобными соломе (англ. straw), другое выводит его от ягод, рассыпанных (англ. strewn) по земле. В болгарском, в отличие от других славянских языков, произошло сужение значения слова: современное «ягода» означает не ягоду вообще (ср. с англ. berry), а собственно землянику.

### Диалектные названия
Согласно В. Далю, новгородцам ягода была известна как «земляница»; в вологодских, архангельских и сибирских говорах как «землянка», в южнорусских — как «суница» (ср. с названием клубники — полу(д)ница), «полевишник».

## Ботаническое описание

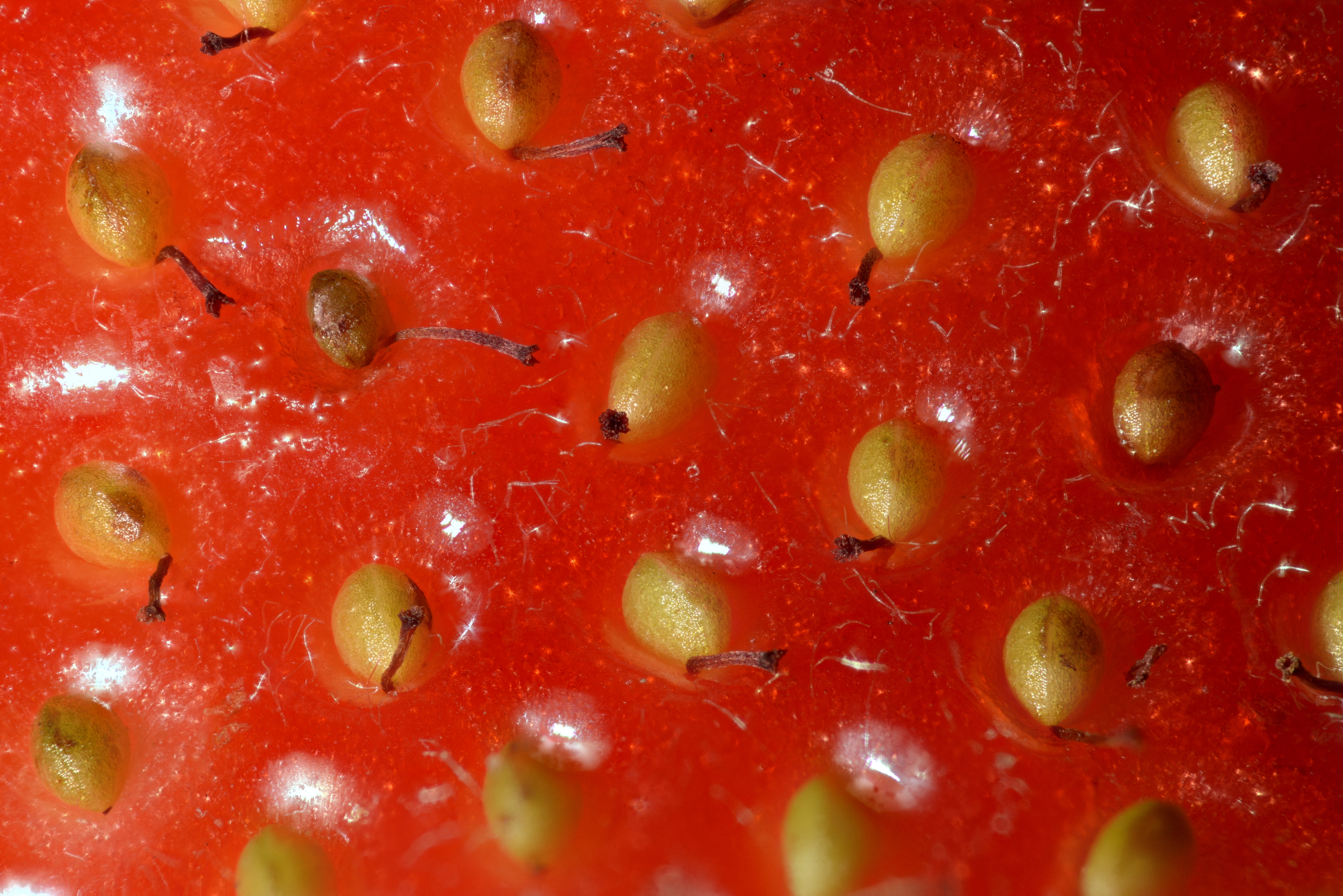
Семена (орешки) земляники садовой

Листья тройчатые, сложной формы, на длинных, достигающих высоты в 10 см черешках.
Корневая система мочковатая, глубина залегания корней — 20—25 см.
Земляника является ползучим растением — способна к вегетативному размножению при помощи укореняющихся розеток на стелющихся побегах, называемых «усами».
Соцветие — многоцветковый щиток. Цветки, как правило, обоеполые, опыляются насекомыми, располагаются на длинных цветоносах, которые отходят розеткой от корневой шейки. Лепестки обычно белые, иногда желтоватые; много тычинок и пестиков.
Плоды земляники — апокарпные (то есть сложные, или сборные), представляют собой ложные ягоды (многоорешки) типа фрага, или земляничина. Мелкие коричневатого цвета семена находятся на поверхности разросшегося сочного цветоложа.
Цветение земляники в средней полосе Европейской части России продолжается с конца мая до начала созревания плода (обычно начало июля).
Виды земляники делят на 4 группы по числу хромосом (Darrow, 1966; Скотт, Лоуренс, 1981):
1. диплоиды (2n = 14) — F. vesca L. (3. лесная), F. viridis Duch. (3. зелёная) и др.;
2. тетраплоиды (2n = 28) — F. corymbosa Los. (3. щитковидная), F. moupinensis, (Franch.) Card. (3. моупиненсис), F. orientalis Losinsk. (3. восточная);
3. гексаплоиды (2n = 42) — F. moschata Duch. (3. мускусная);
4. октаплоиды (2n = 56) — F. virginiana Duch. (3. виргинская), F. chiloensis (L.) Duch. (3. чилийская), F. x ananassa Duch. (3. ананасная), F. ovalis (Lehn.) Rydb. (3. овальная) и др.

Изучение фенольных соединений ягод видов указанных групп подтвердило установленные цитологами филогенетические связи между видами (Скотт с соавт., 1981). Октоплоидный уровень (2n = 58) является максимальным для дикорастущих видов. Декаплоиды (2n = 70) и более высокий уровень плоидности (2n = 84 и 98) синтезированы человеком.
| Признаки                | Земляника лесная                                         | Земляника мускусная                                                              | Земляника зелёная                                                      | Земляника равнинная                      |
| ----------------------- | -------------------------------------------------------- | -------------------------------------------------------------------------------- | ---------------------------------------------------------------------- | ---------------------------------------- |
| Высота стебля, опушение | 5—20 см, волоски прижатые                                | 25—32 см, волоски оттопыренные                                                   | 5—25 см, волоски прижатые                                              | 5—10 см, волоски оттопыренные            |
| Цветки                  | Обоеполые, чашелистики горизонтальные или отогнуты назад | Однополые, чашелистики отогнуты назад                                            | Обоеполые, плодущие и бесплодные, чашелистики прижатые                 | Чашелистики не прижатые или оттопыренные |
| Ложные ягоды            | Ярко-красные, орешки выступают из мякоти                 | Розовые, малиновые или белые, орешки погружены в мякоть, у основания отсутствуют | Красные или розовые, с опушённой верхушкой, орешки выступают из мякоти | Красные, орешки погружены в мякоть       |

## Распространение и экология
Представители рода, который, вероятно, возник в третичном периоде, распространены в Евразии и Америке. Наиболее древними являются диплоидные виды F. vesca, F. viridis и др. Они имеют циркумполярное происхождение (Жуковский П. М., 1971). В целом центром происхождения и первоначального развития рода считается Восточная Азия, где возникли диплоидные и первые тетраплоидные виды. В дальнейшем произошло расселение видов, их проникновение в Европу и Америку.
Часть видов проникли в горные районы тропиков и Евразии (в том числе в Гималаи), а также в Японию.

## Хозяйственное значение и использование

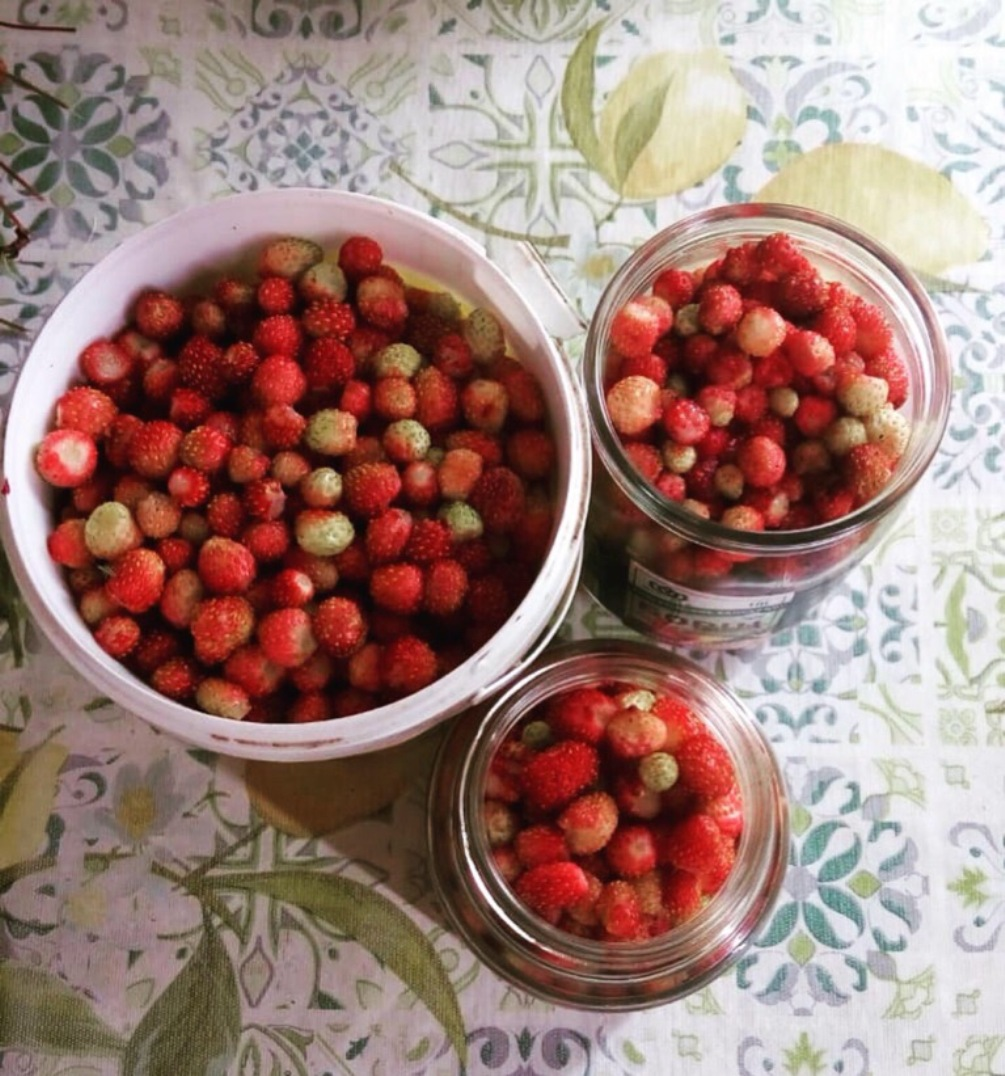
Земляника, собранная в Восточной Сибири

### В садоводстве
Культурные формы
В культуру земляника введена в XV—XVI веках. Возделываемые виды в качестве плодовых:
- земляника ананасная (Fragaria × ananassa), к которой часто в обиходе применяют название клубника (хотя в биологической номенклатуре это название принадлежит растению, относящемуся к другому биологическому виду)[17]. Является самым распространённым в культуре видом земляники.
- земляника лесная (Fragaria vesca), культурные сорта часто называют земляникой альпийской.
- земляника мускатная, или мускусная земляника (Fragaria moschata), которую и правильно называть клубникой[2][17][17][18][19][20][21][22].
- земляника зелёная (Fragaria viridis), дикорастущая в средней полосе России, которая изначально называлась клубникой, сейчас — полуница.[2]
- земляника виргинская (Fragaria virginiana).
- земляника чилийская (Fragaria chiloensis).

Цветоложе земляники содержит до 150 мг/100 г витамина C, калорийность — около 40 ккал/100 г, углеводов содержится около 8 г, белков — до 2 г. Цветоложе является относительно сильным аллергеном при употреблении в пищу.
Ряд сортов используется в ландшафтном дизайне, как бордюрные и ампельные растения.
Дикорастущие виды
Дикорастущие виды также используют как плодовые растения, но чаще всего сбор проводится не в промышленных масштабах. Земляника лесная (Fragaria vesca) является, кроме того, лекарственным растением.

### В медицине
Ягоды лесной земляники — диетический продукт. Употребляют при язвенной болезни желудка, запорах, гипертонической болезни. Ягодные настои рекомендуют при камнях в печени и почках, при подагре, авитаминозах, простудах и как мочегонное средство.

## Исторические сведения
Земляника (Fragaria vesca L.). Этим именем называют у нас также вид F. elatior Ehrh., а также и другие разводимые в садах. Культура Земляники началась весьма недавно, а именно с XV, а местами и с XVI ст. Греки и римляне не занимались этой культурой. Прежде всего начали разводить настоящую или. лесную З. (F. vesca). Она даже была перевезена в жаркие страны, где она в горных местах прекрасно принялась и распространилась. Так на острове Бурбоне в 1801 г. она разрослась местами так обильно, что во время зрелости её плодов нельзя было ступить не запачкав ног красною мякотью. Американские виды перенесены в Европу сравнительно поздно: виргинская попала в Англию только в 1629 г., а чилийская — введена во Францию в 1715 г. Теперь разводимые и притом лучшие сорта произошли от помеси американских с европейскою лесною и другими. В России культура З. началась ещё позже, может быть отчасти вследствие того, что она родится у нас в необыкновенном изобилии:, лесная — в сев. и средней России, a Fr. collina (степная клубника) — в вост. и южн. России, где она особенно ароматна и так обильна, что молоко кобылиц, пасущихся на нетронутых степных лугах, имеет иногда клубничный аромат. Никто, однако же, у нас не пробовал разводить степную клубнику искусственно. Ещё в сороковых годах нашего (XIX) века разведение З. в России ограничивалось почти исключительно Москвою, Петербургом и зап. областями.
А. Бекетов. (Энциклопедия Брокгауза и Ефрона. — С.-Пб.: Брокгауз-Ефрон. 1890—1907.)

«В русском языке XIX в. растение Fragaria vesca именовалось земляникой, а Fragaria moschata — клубникой. С широким распространением ягоды, которая в специальной литературе зовется земляникой садовой, полученной гибридизацией двух американских видов фрагарии, в Москве и Петербурге (где Fragaria moschata была почти неизвестна) её стали называть клубникой, в Поволжье же, изобилующем собственно клубникой (Fragaria viridis) — викторией, по имени одного из первых сортов земляники садовой».

«Сравнение Петербурга с Москвой и другие соображения по социальной лексикографии» — В. И. Беликов. Институт русского языка РАН. (Русский язык сегодня. — Вып. 3. Проблемы русской лексикографии. — М.: Институт русского языка РАН, 2004. — С. 23-38)

## Классификация

### Таксономия
- Fragaria L., 1753, Sp. Pl. : 494

Род Земляника (Fragaria) включается в семейство Розовые (Rosaceae) порядка Розоцветные (Rosales), последовательно входящего в более крупные клады Фабиды → Розиды → Суперрозиды → Эвдикоты → Цветковые растения. Таксономическая схема в соответствии с Системой APG IV по состоянию на июнь 2024 года:
|  |                          |  |                                   |                                   |                   |  | еще 8 семейств |               |               |                                                            |
|  |                          |  |                                   |                                   |                   |  |                |               |               | 28 подтвержденных видов и 64 вида, ожидающих подтверждения |
|  |                          |  |                                   | порядок Розоцветные               |                   |  |                |               | род Земляника |                                                            |
|  |                          |  |                                   | порядок Розоцветные               |                   |  |                |               | род Земляника |                                                            |
|  | клада Цветковые растения |  |                                   |                                   | семейство Розовые |  |                |               |               |                                                            |
|  | клада Цветковые растения |  |                                   |                                   |                   |  |                |               |               |                                                            |
|  |                          |  | ещё 63 порядка цветковых растений | ещё 63 порядка цветковых растений |                   |  |                | еще 116 родов | еще 116 родов |                                                            |
|  |                          |  |                                   | ещё 63 порядка цветковых растений |                   |  |                |               | еще 116 родов |                                                            |

### Виды

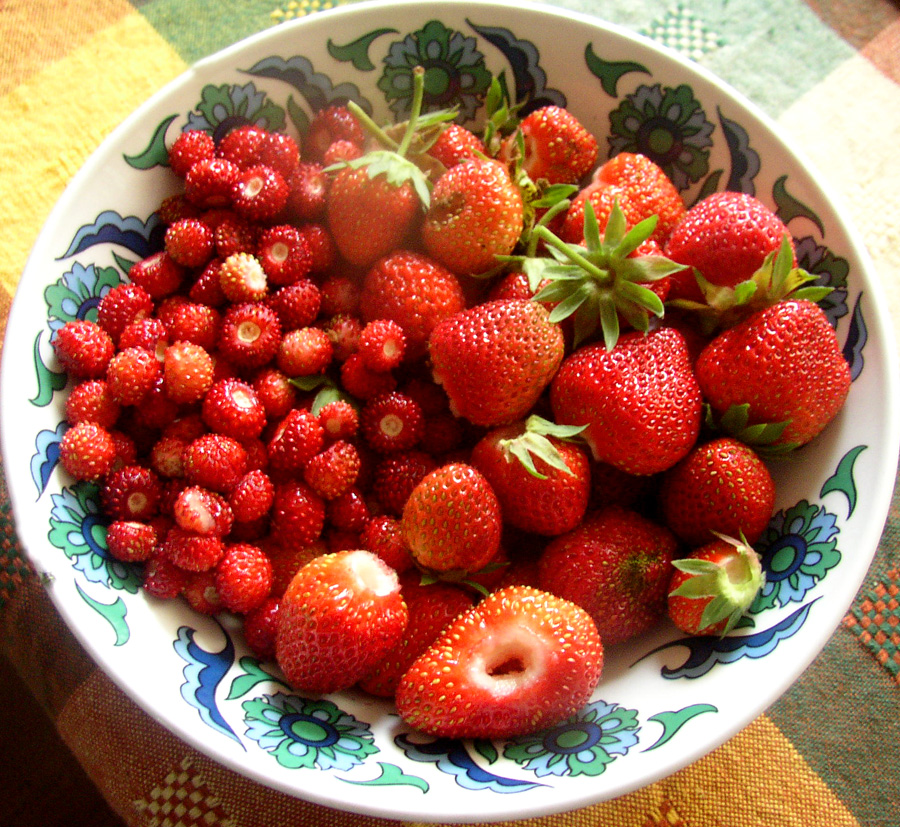
Плоды земляники лесной и ложной земляники (слева) и земляники ананасной (справа)

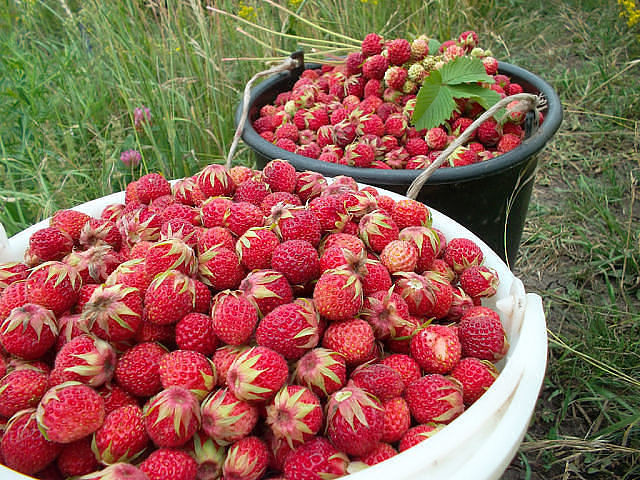
Плоды клубники

- Fragaria ×ananassa (Duchesne ex Weston) Duchesne ex Rozier — Земляника ананасная, или Земляника садовая, или Земляника крупноплодная[29]
- Fragaria bifera Duchesne
- Fragaria bringhurstii Staudt
- Fragaria bucharica (Losinsk.) — Земляника бухарская*
- Fragaria cascadensis K.E.Hummer
- Fragaria chiloensis (L.) Mill. — Земляника чилийская[29]
- Fragaria chinensis Losinsk.
- Fragaria corymbosa Losinsk.
- Fragaria daltoniana J.Gay
- Fragaria emeiensis J.J.Lei
- Fragaria gracilis Losinsk.
- Fragaria hayatai Makino
- Fragaria iinumae Makino — Земляника Иинумы, или Земляника сахалинская*
- Fragaria intermedia (Bach) Beck
- Fragaria iturupensis Staudt
- Fragaria mandshurica Staudt
- Fragaria moschata (Duchesne) Duchesne — Земляника мускусная, или Клубника садовая[29]
- Fragaria moupinensis (Franch.) Cardot
- Fragaria nilgerrensis Schltdl. ex J.Gay — Земляника нилгерийская[29]
- Fragaria nipponica Makino
- Fragaria nubicola (Lindl. ex Hook.f.) Lacaita — Земляника тибетская[30]
- Fragaria orientalis Losinsk. — Земляника восточная[29]*
- Fragaria pentaphylla Losinsk. — Земляника пятилисточковая[30]
- Fragaria tayulinensis S.S.Ying
- Fragaria tibetica Staudt & Dickoré
- Fragaria vesca L. typus — Земляника лесная, или Земляника альпийская[30]*
- Fragaria virginiana Mill. — Земляника виргинская[30]
- Fragaria viridis Weston — Земляника зелёная, или Клубника луговая, или Полуница[30]*
  - Fragaria viridis subsp. campestris (Steven) Pawł. — Земляника равнинная

Звёздочками отмечены дикорастущие виды, произрастающие на территории России.

## В астрономии
В честь земляники назван астероид (1105) Фрагария, открытый в 1929 году немецким астрономом Карлом Райнмутом в Гейдельбергской обсерватории.